# Kalter Rauch
Als kalter Rauch werden die Reste des Tabakrauchens bezeichnet, welche sich auf Oberflächen oder in Fasern ablagern, nachdem geraucht wurde. Dieser Umstand ist das dritte Gesundheitsrisiko des Rauchens nach dem aktiven Rauchen und dem Passivrauchen. Allerdings ist das Phänomen, im Gegensatz zu den anderen Raucherrisiken, noch kaum erforscht.
Studien konnten zeigen, dass sich Rückstände des Rauchs auch an Orten ablagert, an denen nicht geraucht wurde, so auch in Intensivstationen für Neugeborene. Auch wurde nachgewiesen, dass kalter Rauch vom menschlichen Körper aufgenommen wird. Seine Abbauprodukte konnten im Urin nachgewiesen werden. Vor allem Kinder und Säuglingen können diese Rückstände schlechter abbauen als Erwachsene. Auch können Kinder die Rückstände leichter aufnehmen, weil diese die Welt auch mit dem Mund erforschen, was sie in die Hände bekommen (siehe Orale Phase). Allerdings konnten die Studien noch nicht zeigen, wie schädlich kalter Rauch effektiv ist.